# آژانس مدیریت قراردادهای دفاعی
آژانس مدیریت قراردادهای دفاعی (انگلیسی: Defense Contract Management Agency) یک آژانس دولت فدرال ایالات متحده آمریکا است که به معاون وزیر دفاع در امور خرید و پشتیبانی گزارش می‌دهد. این آژانس مسئول مدیریت قراردادها برای وزارت دفاع ایالات متحده آمریکا و سایر آژانس‌های فدرال مجاز است. ستاد مرکزی این آژانس در فورت لی، ویرجینیا واقع شده است. آژانس مدیریت قراردادهای دفاعی همچنین قراردادهای فروش نظامی خارجی را مدیریت می‌کند. آژانس مدیریت قراردادهای دفاعی در سال ۲۰۰۰ تأسیس شد.